# Hans Weiss (Schriftsteller)

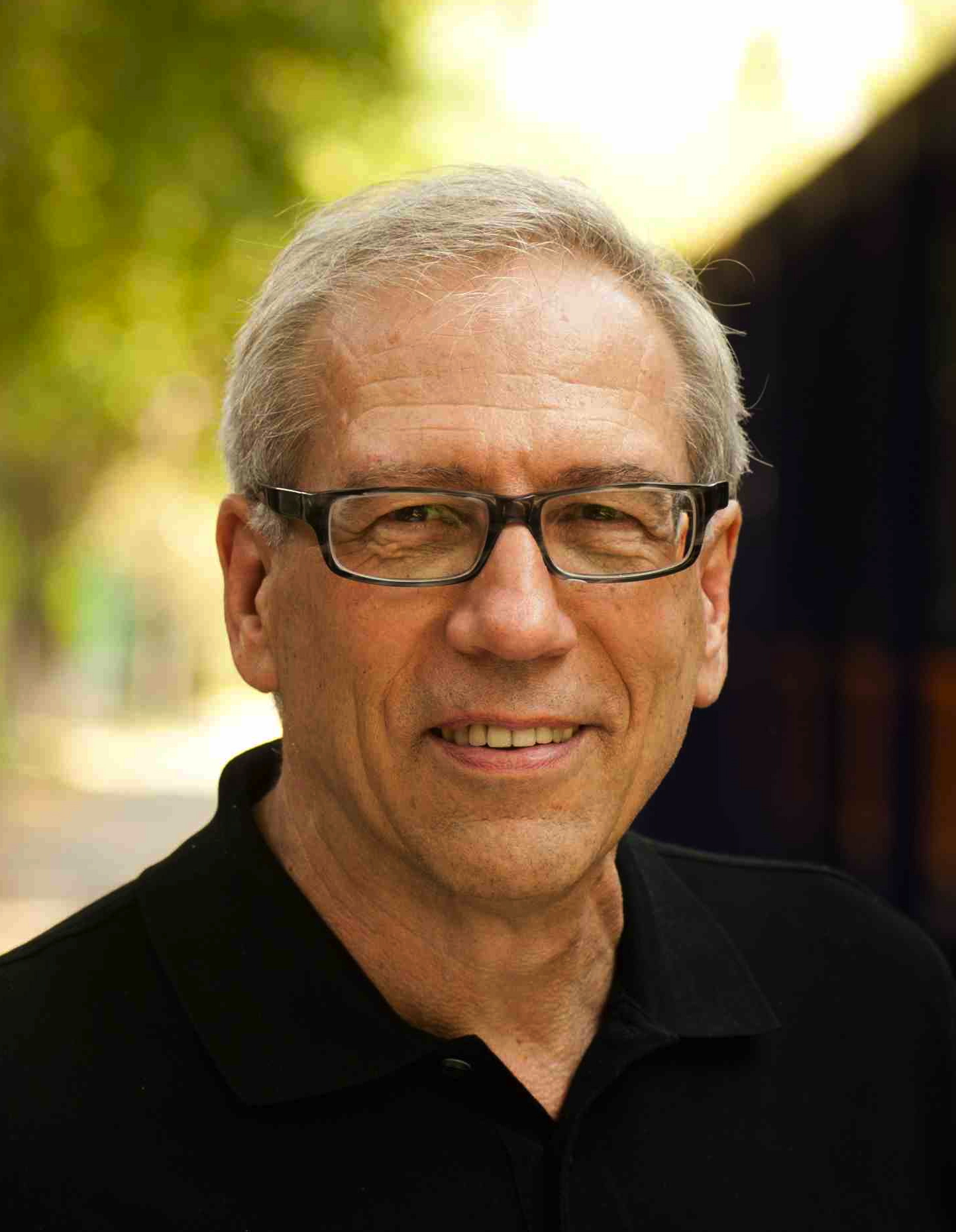
Hans Weiss

Hans Weiss (* 1950 in Hittisau, Vorarlberg) ist ein österreichischer Journalist, Buchautor und Fotograf.

## Leben und Werk
Weiss studierte Psychologie, Philosophie und Pädagogik an der Universität Innsbruck und promovierte dort 1976 zum Dr. phil. Im Rahmen der Dissertation arbeitete er mehrere Monate als Pfleger im Landeskrankenhaus Rankweil in Vorarlberg. Sein in der Zeitschrift profil veröffentlichtes Tagebuch eines Irrenwärters führte dazu, dass der Direktor der Anstalt gehen musste und die Anstalt von Grund auf reformiert wurde. 1978 schloss er am Wiener Institut für Höhere Studien eine Postgraduierten-Ausbildung in Medizinsoziologie ab. 1978/79 erhielt er ein Forschungsstipendium des British Council, mit Aufenthalten an den Universitäten Cambridge und London.
1980 arbeitete er als Pharmaberater für die Konzerne Sandoz und Bayer AG, um aus journalistischen Gründen Material über die Geschäftspraktiken der Pharma-Industrie zu sammeln. Auf Grundlage seiner Recherchen verfasste er Anfang der 1980er Jahre gemeinsam mit Kurt Langbein, Hans-Peter Martin und Peter Sichrovsky (alias Roland Werner) die Bücher Gesunde Geschäfte und Bittere Pillen, die seinerzeit großes Aufsehen erregten. Mit inzwischen mehr als drei Millionen verkauften Exemplaren wurde das Buch Bittere Pillen einer der größten deutschsprachigen Bucherfolge. Hans Weiss ist seit 1998 allein verantwortlicher Autor der seither erschienenen Neuausgaben.
1994/95 absolvierte Hans Weiss eine Ausbildung am International Center of Photography in New York und 1997/98 sowie 2010/2011 an der Schule für künstlerische Fotografie bei Friedl Kubelka und Anja Manfredi in Wien. Ausstellungsbeteiligungen im Museum der Moderne in Salzburg 2012, im Rupertinum Salzburg (2012), in der Fotogalerie Wien (2011), in der Saline Hallein (2010), im Palazzo Zenobio in Venedig. (2009) und zahlreichen weiteren Orten im In- und Ausland. Einzelausstellungen u. a. in „Deutsches Haus New York“ (2015) und in der Soho Photo Gallery New York (2016, 2017).
Er erhielt mehrere journalistische Preise, unter anderem den „Bruno Kreisky-Anerkennungspreis für das politische Buch“ (2004), den „Publikumspreis“ des österreichischen Buchhandels (2009) für das Buch „Korrupte Medizin“ sowie den Dr. Georg Schreiber-Medienpreis in München (2012) für zwei Enthüllungsgeschichten im Spiegel über den Schönheitschirurgen Werner Mang.
In seinen Sachbüchern befasst er sich vor allem mit den Themen Globalisierung (Schwarzbuch Markenfirmen), anrüchigen Geschäftspraktiken internationaler Konzerne (Asoziale Marktwirtschaft) und Medizin (Korrupte Medizin). So wie der deutsche Journalist Günter Wallraff schlüpft er bei seinen Recherchen auch in andere Rollen und spielte unter anderem Pharmavertreter, Pharmaberater, Export-Import-Händler, Arzt, den Erben eines reichen Vaters, Gefängnispsychologe, Patient. Seine Bücher wurden in mehr als zwanzig Sprachen übersetzt, mit einer Gesamtauflage von mehr als fünf Millionen. In seinen schriftstellerischen Arbeiten verbindet Hans Weiss persönliche Erfahrungen mit historischen Tatsachen, etwa im 2005 erschienenen Buch Mein Vater, der Krieg und ich.
Seine journalistischen Reportagen, Kommentare und Berichte für die Medien Stern, Spiegel, Die Zeit, profil, ORF und Standard – etwa über großzügige Naturalrabatte von Pharmakonzernen an Ärzte oder über Altenpflege – verursachten immer wieder großes Aufsehen. Für die ORF-Fernsehdokumentation Irre Welt – Psychiatrie 81 erhielt er gemeinsam mit Kurt Langbein den Fernsehpreis der österreichischen Volksbildung.
Während der Nationalratswahl in Österreich 2006 veröffentlichte er in der Wiener Tageszeitung Der Standard einen Leserbrief, der nach Ansicht politischer Beobachter dazu beitrug, dass die herrschende Österreichische Volkspartei (ÖVP) die Wahl verlor.

„Bundeskanzler Wolfgang Schüssel weiß persönlich vermutlich sehr genau, wovon er redet, wenn er sagt, dass man bei der Pflege alter Menschen nicht immer nach dem Staat rufen soll. Seine 94 Jahre alte Schwiegermutter war im vergangenen Jahr mehrere Monate lang pflegebedürftig. Und was lag da näher, als rund um die Uhr eine slowakische Pflegerin zu beschäftigen? Gut und freundlich war diese und billig außerdem (rund 2 Euro die Stunde). Nicht ganz legal vielleicht, aber, naja, Schwamm drüber.“

Danach vermittelte Hans Weiss dem österreichischen Magazin News den Kontakt zu einer Freundin, die in ihrer Wohnung am Schwarzenbergplatz(!) die angebliche in der Familie Schüssel tätige Pflegerin spielte. News veröffentlichte dieses Interview. Im Medienprozess, den Schüssels Frau und deren Schwester anstrengten, sah die Richterin "keine Anzeichen", dass im Hause Schüssel eine illegale Pflegerin beschäftigt gewesen wäre. Die Bekannte des Autors wurde zu einer Geldstrafe verurteilt. Ein von News gegen Hans Weiss angestrengtes Strafverfahren wurde vom Gericht eingestellt, ein Zivilrechtsverfahren endete mit einem Vergleich, bei dem News die gesamten Gerichtskosten übernahm. Kommentar dazu in der Zeit und Interview im Magazin Datum.
Sein 2010 erschienenes Schwarzbuch Landwirtschaft war wochenlang auf Platz 1 der Bestsellerlisten. Die Wochenzeitung Die Zeit publizierte eine Titelgeschichte und einen mehrteiligen Vorabdruck. Bauernbundpräsident Fritz Grillitsch erklärte auf einer Pressekonferenz, er werde Hans Weiss in Grund und Boden klagen – was jedoch nie geschah. Darüber hinaus behauptete er, der Autor sei ein verurteilter Krimineller und das Buch ein Auftragswerk der SPÖ. Grillitsch wurde von Hans Weiss wegen Verleumdung verklagt, musste im Dezember 2010 seine Behauptungen zurückziehen und sich öffentlich entschuldigen. Die heftige öffentliche Diskussion um den Inhalt des Buches führte zu einer parlamentarischen Enquete über Bauernprivilegien und fragwürdige landwirtschaftliche Subventionen an Großbauern, internationale Konzerne und Multimillionäre.
Über seinen Aufenthalt in New York 2014/15 veröffentlichte Hans Weiss ein Tagebuch. In der Wochenzeitung Die Zeit publizierte er im Februar 2018 eine dreiteilige Artikelserie über die Steuertricks und Steuerleistungen multinationaler Konzerne und Banken in Österreich.

## Veröffentlichungen
- Gesunde Geschäfte – die Praktiken der Pharma-Industrie, Kiepenheuer & Witsch, Köln 1981, 1983 (gemeinsam mit Kurt Langbein, Hans-Peter Martin, Roland Werner), ISBN 3-462-01549-4.
- Bittere Pillen – Nutzen und Risiken von Arzneimitteln, Kiepenheuer & Witsch, Köln, Erstauflage 1983 (gemeinsam mit Kurt Langbein, Hans-Peter Martin, Peter Sichrovsky), aktuelle Ausgabe 2018–2020, ISBN 978-3-462-05111-7; Gesamtauflage mehr als 3 Millionen (Platz 1 der Spiegel-Bestsellerliste vom 3. Oktober 1983 bis zum 8. Januar 1984 und vom 16. Januar bis zum 16. September 1984)
- Stimmen aus den Alpen – Beitrag in dem von Christoph Ransmayr herausgegebenen Buch Im blinden Winkel, Brandstädter-Verlag/Wien 1985; Neuausgabe Fischer-Verlag, Februar 1993, ISBN 3-596-29563-7.
- Kriminelle Geschichten – Ermittlungen über die Justiz; Kiepenheuer & Witsch, Köln 1985 (gemeinsam mit Tessa Prager); ISBN 3-462-01872-8.
- Tägliches Gift – Die Gefahren chemischer Mittel im Hausgebrauch; Falter-Verlag, Wien 1985 (gemeinsam mit Kurt Langbein und Hans-Peter Martin)
- Gift-Grün – Chemie in der Landwirtschaft und die Folgen; Kiepenheuer & Witsch, Köln 1986 (gemeinsam mit Andrea Ernst und Kurt Langbein); ISBN 3-462-01744-6.
- Die Leute von Langenegg – fotografiert von Konrad Nußbaumer und beschrieben von Hans Weiss; Kiepenheuer & Witsch, Köln 1986, ISBN 3-462-01824-8.
- Mit Hochdruck leben – was tun bei Bluthochdruck; Kiepenheuer & Witsch, Köln 1986; TB-Ausgabe 1991, ISBN 3-462-02151-6.
- Öko-Bilanz Österreich, Falter-Verlag/Wien und Kiepenheuer und Witsch/Köln, 1988 (Beitrag in dem von Marina Fischer-Kowalski herausgegebenen Buch), ISBN 3-462-01884-1.
- Wer – ein Negativ-Who-is Who von Österreich, Kremayr & Scheriau, Wien 1988 (gemeinsam mit Krista Federspiel); ISBN 3-218-00475-6.
- Arbeit – fünfzig deutsche Karrieren; erschienen in der von Hans-Magnus Enzensberger herausgegebenen Anderen Bibliothek; 1990 (gemeinsam mit Krista Federspiel); ISBN 3-8218-4070-6.
- Rheuma-Ratgeber der Stiftung Warentest, Berlin, 1992 (gemeinsam mit Ingeborg Lackinger); ISBN 3-924286-67-1.
- Kursbuch Gesundheit, Kiepenheuer & Witsch, Köln 1990, 1992, 1997, 2001, 2006 (gemeinsam mit Corazza, Daimler, Ernst, Federspiel, Herbst, Martin); ISBN 978-3-462-04004-3; Gesamtauflage mehr als 1,3 Millionen
- Kulissen des Abschieds, Roman, Ullstein Verlag, Berlin 1999, ISBN 3-550-08282-7.
- Schwarzbuch Markenfirmen – die Machenschaften der Weltkonzerne, Deuticke Verlag, Wien 2001, 2003, 2014; TB-Ausgabe bei Ullstein, Berlin 2006, 2010, 2016 (gemeinsam mit Klaus Werner-Lobo); ISBN 978-3-548-37618-9.
- 3 × täglich – kritische Gebrauchsinformationen zu 11.000 Arzneimitteln, Kiepenheuer & Witsch, Köln 2003, ISBN 3-462-03222-4.
- Asoziale Marktwirtschaft – Insider aus Politik und Wirtschaft enthüllen, wie die Konzerne den Staat ausplündern, Kiepenheuer & Witsch, Köln 2004; (gemeinsam mit Ernst Schmiederer); KIWI-TB 2005, ISBN 3-462-03412-X.
- Mein Vater, der Krieg und ich, Kiepenheuer & Witsch, Köln; 2005, ISBN 3-462-03619-X.
- Korrupte Medizin – Ärzte als Komplizen der Konzerne, Kiepenheuer & Witsch, Köln 2008, ISBN 978-3-462-04037-1 TB-Ausgabe bei Kiepenheuer & Witsch, Köln 2010, ISBN 978-3-462-04217-7.
- Schwarzbuch Landwirtschaft – die Machenschaften der Agrarpolitik, Deuticke Verlag, Wien, September 2010, ISBN 978-3-552-06145-3.
- Schönheit – die Versprechen der Beauty-Industrie, Deuticke Verlag, Wien, September 2011 (gemeinsam mit Ingeborg Lackinger Karger), ISBN 978-3-552-06175-0.
- Tatort Kinderheim. Ein Untersuchungsbericht, Deuticke Verlag, Wien, 2012, ISBN 978-3-552-06198-9.
- Schwarzbuch ÖBB – Unser Geld am Abstellgleis, Deuticke Verlag, Wien, 2013, ISBN 978-3-552-06228-3.
- Versuche und Versuchungen – Ärztliche Versuchskaninchen – Beitrag in dem von Mikkel Borch-Jacobsen herausgegebenen Buch „Big Pharma“, Piper Verlag, München 2015, ISBN 978-3-492-05679-3.
- Grosse Träume – New York Diary, E-Book im Hanser Verlag (Hanser Box, München), Dezember 2015, ISBN 978-3-446-25173-1.